# Сирийская национальная армия
Сирийская национальная армия (СНА; араб. الجيش الوطني السوري‎; ром. al-Jayš al-Waṭanī as-Sūrī; тур. Suriye Millî Ordusu) — вооружённая сирийская оппозиционная структура, в основном состоящая из сирийских арабов и туркменов, действующих на севере Сирии. Изначально СНА была сосредоточена в районах, над которыми Турция установила контроль в ходе Операции «Щит Евфрата», а в 2019 году, в ходе наступления на северо-западе Сирии, также установила своё присутствие в мухафазе Идлиб. 4 октября 2019 года к Сирийской национальной армии присоединился Национальный фронт освобождения, тем самым укрепив своё присутствие в регионе.

## История
Формирование Сирийской национальной армии было официально объявлено 30 декабря 2017 года в Аазазе. Свои корни СНА берёт в Свободной сирийской армии — разрозненной группе оппозиционных вооружённых группировок, основанной 29 июля 2011 года в ходе сирийской революции дезертировавшими сирийскими военными. Официальные цели структуры — создать, оппозиционную правительству Башара Асада, «национальную армию». Сирийская национальная армия является противником Сирийской арабской армией правительства Башара Асада, курдских Сирийских демократических сил, а также Исламского государства. Силы СНА помогали Турции в создании «безопасной зоны» в Сирии. В конце ноября 2024 года Сирийская национальная армия участвовала вместе с «Хайят Тахрир аш-Шам» в наступлениях сирийской оппозиции 2024 года, которые привели к падению режима Асада в ходе операции «Рассвет свободы». СНА захватила как контролируемые режимом, так и СДС районы в сельской местности Алеппо, включая города Манбидж, Тель-Рифаат и регион Шахба, и поддерживала ХТШ во время наступлений.  В январе 2025 года сообщалось, что министр иностранных дел Турции Хакан Фидан объявил, что фракции СНА будут интегрированы в новую сирийскую армию.  На мероприятии 29 января, на котором было объявлено о победе сирийской революции, большинство фракций вооруженной оппозиции, включая СНА, объявили о своем роспуске и были включены в недавно сформированное Министерство обороны.

## Связь с Турцией
После начала турецкой операции «Щит Евфрата» на севере Сирии силы Свободной сирийской армии (ССА) стали одним из основных компонентов нетурецких сил. Некоторые члены ССА получали плату со стороны Турции, а также проходили лечение в этой стране, а также имели независимое от ССА собственное командование. Помимо этого, поддерживаемые Турцией отряды Свободной сирийской армии, в отличие от других групп ССА, были замечены в боях с курдскими YPG и СДС. В то же время они воздерживались, в своё время, от нападения на правительственную Сирийскую арабскую армию, главного противника большинства групп ССА.
После операции «Щит Евфрата» Турция предприняла шаги по объединению подразделений, находящихся в турецкой сфере влияния, в одну формальную армию с предложением назвать её «Сирийская национальная армия».
Полиция СНА имеет более открытые связи с Турцией, по сообщениям, в униформе турецкой полиции, украшенной надписью Polis (по-турецки «полиция»), в то время как спецназ носит характерные голубые береты, также носимые турецкой жандармерией. На церемонии инаугурации 24 января 2017 года некоторые из них носили нашивки с турецким флагом.
18 апреля 2018 года Военный совет Ракки, состоящий из 6 групп, был образован в городе Урфа на юго-востоке Турции.
2024 год
По мнению издания The Economist, в сирийском конфликте 2024 года СНА представляет интересы Турции.

## Состав

### 2020 год
| - 1-й корпус (легион) - 11-я дивизия - 111-я бригада («Лива аль-Шамаль») - 112-я бригада («Джейш аль-Ахвад») - 113-я бригада - 12-я дивизия - 121-я бригада («Лива Самарканд») - 122-я бригада («Лива Мунтасир Биллах») - 123-я бригада («Ахрар аль-Шаркия») - 13-я дивизия - 131-я бригада («Султан Мехмед Фатих») - 132-я бригада («Каидед аль-Газиль») - 133-я бригада («Лива аль-Ваккас») - 14-я дивизия - 141-я бригада («Файлак аль-Шам») - 142-я бригада («Султан Сулейман Шах») - 143-я бригада («9-я дивизия») - 144-я бригада («20-я дивизия») - 145-я бригада («Джейш аль-Нухба») - 146-я бригада («Джейш аль-Шаркия») | - 2-й корпус - 21-я дивизия («Фирка Султан Мурад») - 22-я дивизия («Фирка Хамза») - «Лива Сукур аль-Шималь» - 23-я дивизия («Фирка Муттасим») - «Реджаль аль-Харб» - 24-я дивизия («Фирка Султан Мурад») - 25-я дивизия («Джейш аль-Ислам») - 26-я дивизия («Файлак аль-Рахман») - 3-й корпус - 31-я дивизия («Джебхат Шамия») - 32-я дивизия («Джебхат Шамия») - 32-я дивизия («Сукур аль-Шам») - 33-я дивизия («Джебхат Шамия») - 34-я дивизия («51-я дивизия») - «Султан Осман» - «Фаук аль-Мустафа» - «Туввар аль-Джазира» - «Фаук эль-Авваль» - 35-я дивизия («Лива аль-Салам») - 36-я дивизия («Файлак аль-Маджд») - «Фирка 23» - «Фаук аль-Хамис» - 4—7-й корпуса организованы Национальным фронтом освобождения. |